# Cementiri de Novodévitxi (Sant Petersburg)
|  | No s'ha de confondre amb el cementiri de Novodévitxi de Moscou. |

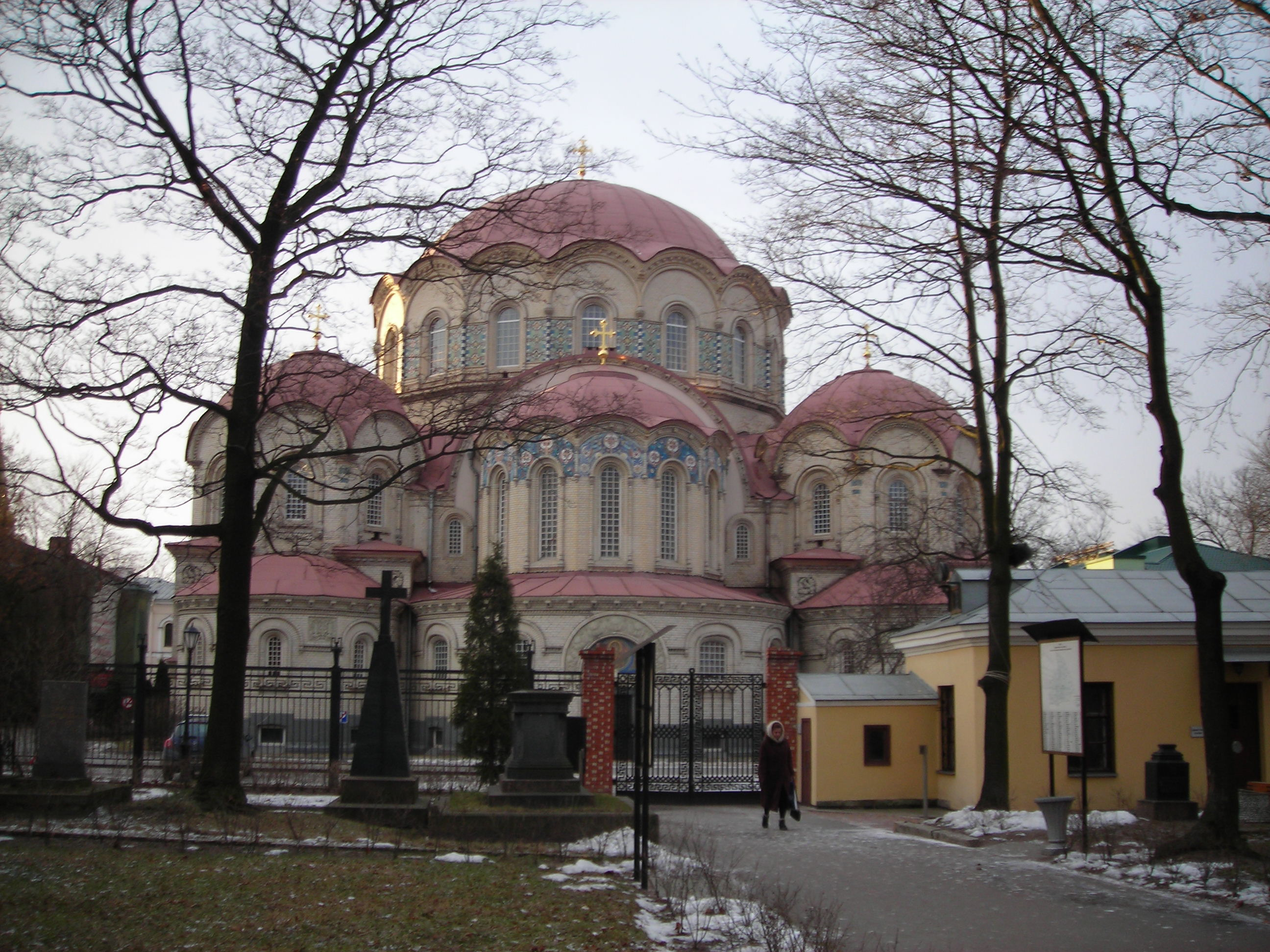
Entrada al cementiri de Novodévitxi, amb l'església de la Mare de Déu de Kazan al fons

El cementiri de Novodévitxi (en rus Новодевичье кладбище, Novodévitxie klàdbixtxe) de Sant Petersburg és un cementiri històric situat a la part sud-occidental de la ciutat russa, prop de l'arc de triomf de Moscou. El cementiri pren el nom del monestir de novícies de la Resurrecció (en rus Воскресенский Новодевичий монастырь, Voskrèsenski Novodévitxi monastir). Al segle xix era el segon cementiri més prestigiós de la ciutat, després del de Tikhvin, al monestir d'Alexandre Nevski.
El cementiri data del 1845, quan es va traslladar l'antic convent de Smolni. Els primers enterraments s'hi van fer el 1849 i van prosseguir fins a la dècada del 30. Després de la Revolució d'Octubre, les autoritats soviètiques en van demolir l'església i moltes tombes foren destruïdes, mentre que d'altres foren traslladades al cementiri de Tikhvin. El 1989 va ser objecte d'una important obra de restauració, i el 2004 es va nomenar une commissió municipal per a la conservació i rehabilitació del cementiri.
Va arribar a allotjar 13.000 cadàvers. Entre els personatges cèlebres enterrats originàriament al cementiri destaquen els poetes Nikolai Nekràsov, Fiódor Tiúttxev i Apollon Màikov, el pintor Mikhaïl Vrúbel, l'arquitecte Leonti Benois, el compositor Nikolai Rimski-Kórsakov, el metge Serguei Botkin, el filòleg Iàkov Grot, el publicista Adolf Marx, el jugador d'escacs Mikhaïl Txigorin, el polític Viatxeslav Plehve, l'explorador Guennadi Nevelskoi i els almiralls Nikolai Reitzenstein i Nikolai von Essen.